# 3D Ultra Minigolf Adventures
Ej att förväxla med 3-D Ultra Minigolf.
3D Ultra Minigolf Adventures är ett arkadliknande nedladdningsbart golfspel utvecklat av Wanako Studios till Xbox 360, Microsoft Windows och Playstation 3 som släpptes 2007.

## Utvecklingshistorik
Spelet utvecklades från början redan år 2000, men när Dynamix stängdes ner av ägaren Sierra Online 2001 las utvecklingen på is trots att spelet i stort var klart tills Wanako Studios färdigställde spelet 2006.